# Bergtóra Høgnadóttir Joensen
Bergtóra Høgnadóttir Joensen (født 15. februar 1971) er en færøsk socialrådgiver og politiker (T). Hun blev socialrådgiver i 1997 og og supervisor i 2000 og har arbejdet både indenfor psykiatrien, som HR-mdarbejder i Eik Bank og som socialrådgiver i kriminalforsorgen i Danmark. Ved siden af sit lønarbejde har hun været selvstændig virksomhedskonsulent i København 1998-2004 og leder af Færøernes socialrådgiverforening, Sosialráðgevarafelag Føroya, fra 2005 til 2007. Hun sad i Lagtinget i valgperioden 2008 til 2011, og var gruppeformand mens Annita á Fríðriksmørk havde orlov. Hun var medlem af Lagtingets velfærdsudvalg 2008-11.
Joensen er datter af Karin Kjølbro og landslæge Høgna Debes Joensen. Hun er bosat i Hoyvík sammen med sin samlever og deres to børn.